# النی کارایندرو
النی کاراینْدرو (به یونانی: Ελένη Καραΐνδρου، به لاتین: Eleni Karaindrou) آهنگساز یونانی زادهٔ ۱۹۴۱ میلادی است. او موسیقی متن بسیاری از فیلم‌های تئو آنگلوپولوس، فیلم‌ساز هم‌میهنش را ساخته‌است از جمله موسیقی شاهکار فیلم یونانی ابدیت و یک روز. وی همچنین آهنگساز فیلم بمب یک عاشقانه نیز هست.

## زندگی و فعالیت‌ها
کارایندرو وقتی هشت سال داشت همراه با خانواده‌اش به آتن آمد، و در مدرسهٔ هنری هلنی پیانو و تئوری موسیقی را آموخت. او همچنین در این دانشگاه در کلاس‌های تاریخ و باستان‌شناسی نیز شرکت کرد. او در مدت زمان جنگ نظامی یونان در سال‌های ۱۹۶۷ تا ۱۹۷۴ در پاریس زندگی می‌کرد و در آن جا به تحصیل موسیقی‌شناسی قومی و ارکستراسیون پرداخت، و مشغول به بداهه‌نوازی همراه با موسیقی‌دان‌های جاز بود. سپس شروع آهنگسازی آهنگ‌های محبوب کرد.

## آهنگ‌شناسی
- Dust of Time - ECM 2009
- The 10 (greek TV: "το ۱۰") - Mikri Arktos-ECM 2008
- Elegy of the Uprooting (live) - ECM 2005
- Trojan Women - ECM 2001
- Rosa, Wandering - Lyra 1996
- Unreleased Recordings - Minos 1991
- L'Africana - Minos 1990
- Herod Atticus Odeon (live) - Minos 1988
- The Beekeeper - Minos 1986
- The Price Of Love - Minos 1983
- The Great Vigil - Minos 1975

### آلبوم‌های موسیقی متن فیلم
- بمب یک عاشقانه-2017 ECM
- غبار زمان -۲۰۰۹ ECM
- تا ۱۰–۲۰۰۸ ECM
- دشت گریان-ECM ۲۰۰۴
- ابدیت و یک روز - ECM ۱۹۹۸
- نگاه خیره اولیس-ECM ۱۹۹۵
- گام معلق لک‌لک-ECM ۱۹۹۲
- گام معلق لک‌لک-Minos ۱۹۹۱
- موسیقی فیلم-ECM ۱۹۹۱
- چشم‌اندازی در مه-Milan ۱۹۸۶
- سفر به سیترا-Minos ۱۹۸۴